# Zwarte Cross
Zwarte Cross is het grootste betaalde muziekfestival van Nederland en de grootste motorcross ter wereld. Op de 26e editie van het vierdaagse festival in 2024 kwamen 265.500 bezoekers af. De organisatie ervan was lange tijd indirect in handen van rockband Jovink en de Voederbietels. Het festival vindt plaats op een terrein van 160 hectare in de gemeente Oost Gelre, vlak tegen Lichtenvoorde aan, maar het terrein hoort voornamelijk bij Lievelde en deels bij Vragender. Er zijn tientallen podia waarop zo'n 250 bands en 1000 theaterartiesten optredens verzorgen.

## Geschiedenis
De Zwarte Cross werd in 1997 voor het eerst georganiseerd. Het was een crosswedstrijd waar iedereen aan mee mocht doen, met een motor, brommer, scooter of een ander vervoermiddel naar keuze. De naam Zwarte Cross greep terug naar een fenomeen uit de jaren 1960, toen grootsprakige kroegbezoekers die al te veel opschepten over hun prestaties op de crossmotor of brommer werden uitgedaagd hun kunnen in een zwarte cross te bewijzen.
In 1997 werd dit fenomeen nieuw leven ingeblazen en werd in Hummelo een crossterreintje geregeld. En ondanks de ietwat illegale uitstraling werd keurig een vergunning verkregen. Op basis van alleen mondelinge reclame werd een deelnemersaantal van 150 bereikt, en er kwamen zo'n 1000 mensen kijken. De dag werd afgesloten door een optreden van Jovink.
De formule bleek aan te slaan: het tweede jaar waren er al 350 deelnemers en 4000 man in het publiek. Een en ander resulteerde overigens in een flink aantal gewonden, wat de organisatie noopte samenwerking te zoeken met een ervaren crossclub. Deze werd gevonden in Halle in de HALMAC (Halse Auto en Motor Club). Dit maakte het mogelijk om vanaf 1999 het officiële Grand Prix-circuit de Kappenbulten te gebruiken.

## Tante Rikie

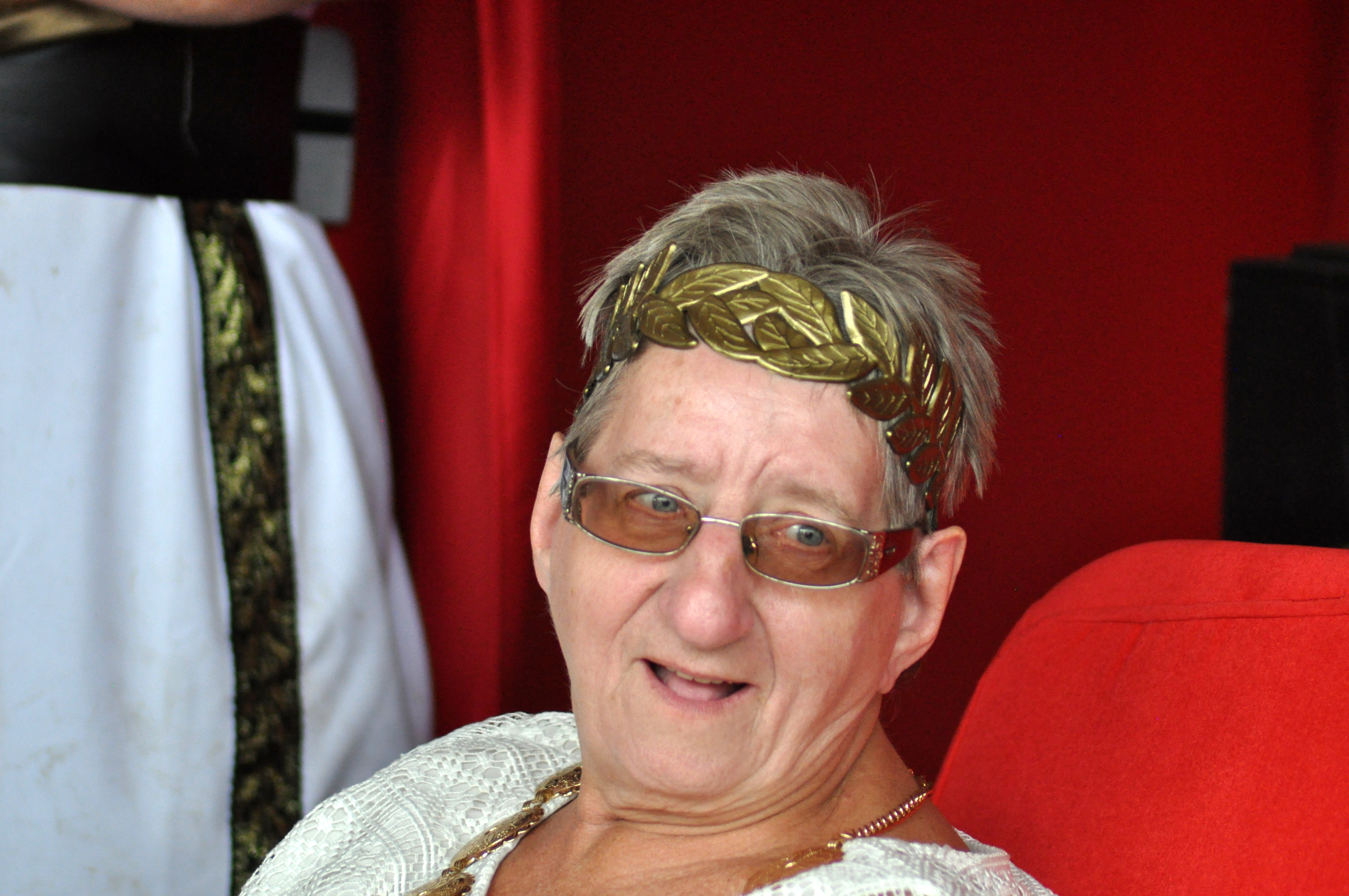
Tante Rikie

Mascotte en logo van de Zwarte Cross is Tante Rikie, Rikie Nijman, moeder van Jovink-manager André Nijman. Zij is ook benoemd tot officieuze directeur van het festival en geniet grote bekendheid onder de festivalgangers. Tante Rikie wordt vereerd op de Zwarte Cross door haar onder andere rond te dragen in een draagstoel. Een verscheidenheid aan merchandise met haar logo wordt verkocht. Op 3 september 2019, haar 70e verjaardag, maakte ze bekend dat de editie van 2020 haar laatste Zwarte Cross als festivaldirectrice zou zijn. Vanwege de coronapandemie werd haar 'pensioen' tweemaal uitgesteld; in 2022 nam ze definitief afscheid.
Op 26 april 2023 mocht Tante Rikie een Koninklijke Onderscheiding in ontvangst nemen. Ze is onderscheiden als ridder in de Orde van Oranje-Nassau.

## Edities

### 2005
Voor 2005 waren ongeveer veertig bands geboekt. Het was de laatste editie in Halle. De camping, die plaats bood aan 7.000 man, was binnen een dag volledig volgeboekt. Over het hele weekend gemeten is het festival in 2005 door 62.000 mensen bezocht.

### 2006
De tiende editie van dit festival vond plaats op 21, 22 en 23 juli 2006. Bijna 80.000 bezoekers bezochten het Zwarte Cross Festival, waarvan 10.000 personen het hele weekend op de camping stonden. Op de drukste dag, zondag 23 juli, waren er 40.000 mensen op het terrein. Voor het eerst wordt de Zwarte Cross georganiseerd in de gemeente Oost Gelre op een terrein van meer dan honderd hectare: De Schans.

### 2007

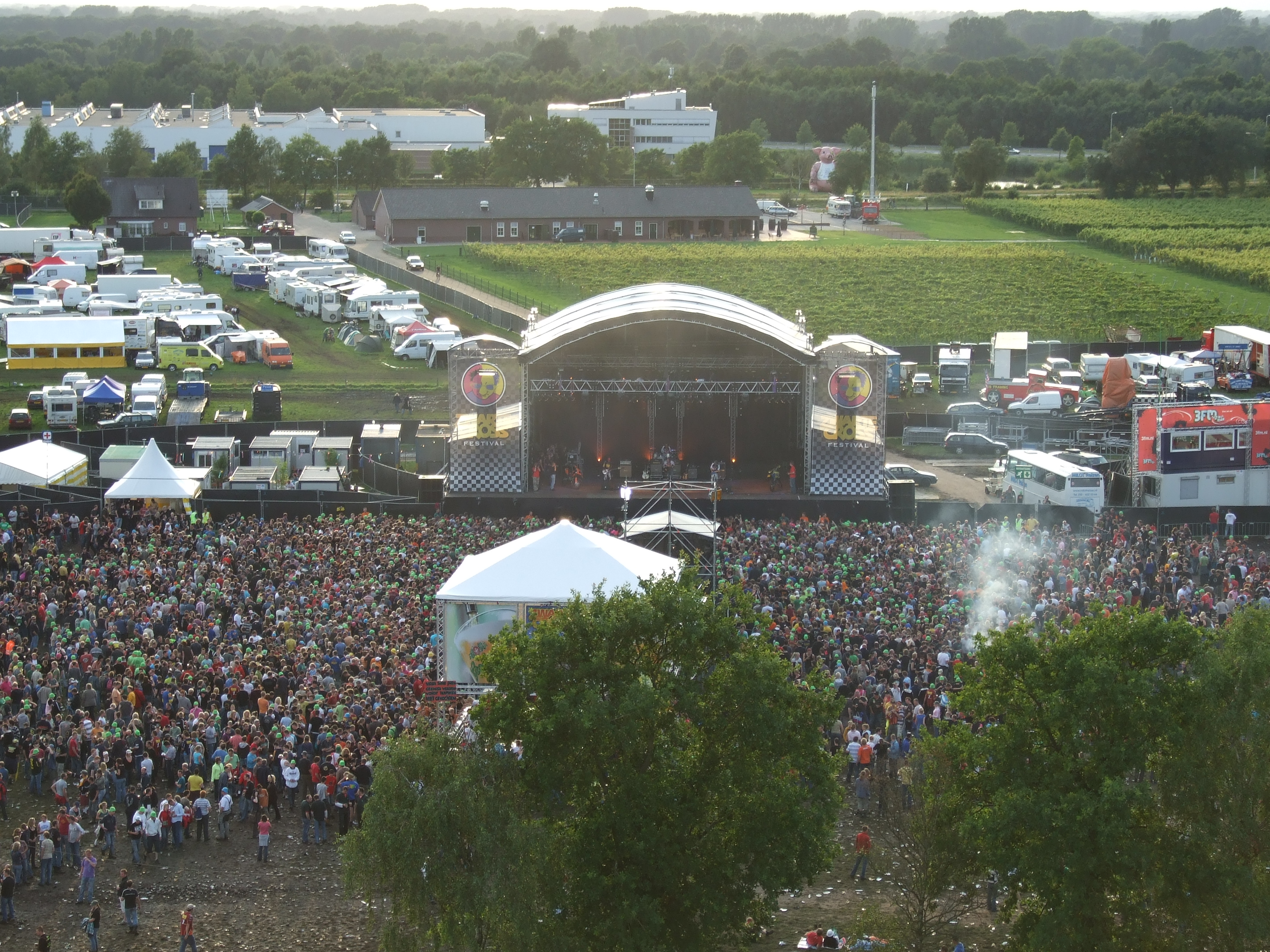
Het hoofdpodium van de Zwarte Cross, 28 juli 2007

In 2007 vond het festival plaats op 27, 28 en 29 juli in de Achterhoekse gemeente Oost Gelre. In 2007 werd het terrein flink uitgebreid qua grootte en qua aanbod. Er kwam een kinderweide Het Blagenparadijs, een theaterweide en een hoofdpodium met plek voor 30.000 mensen. Er vonden optredens plaats van onder andere Status Quo, Ilse DeLange, Krezip, Jovink en de Voederbietels, Mooi Wark, Normaal, Within Temptation, Marike Jager en DI-RECT. Een van de spraakmakende stunts van dit jaar was een man met een straalmotor op z'n rug die over het publiek heen vloog.
Daarnaast werd er op het Fijnproevers Podium onderdak geboden voor de finale van een wedstrijd van SeriousTalent.nl: Serious Rock Talent 2007. De finalisten waren Clayborn, June in December, L.I.N.E, One In A Million en Winsum, met Clayborn als winnaar. De prijs was een optreden op het hoofdpodium. De publieksprijs ging naar L.I.N.E. omdat hun publiek het meeste kabaal maakte.
In totaal waren ongeveer 80 verschillende acts geboekt. De camping bood dat jaar plek aan 12.500 bezoekers. In totaal bezochten ongeveer 93.000 mensen dat weekend de Zwarte Cross.

### 2008
In 2008 vond het festival plaats op 25, 26 en 27 juli. In totaal bezochten 104.000 mensen het festival. Tijdens deze Zwarte Cross is onder meer het record hoogste bungeejump verbroken, er werd vanaf 600 meter gesprongen. Deze editie van het festival werd verkozen tot populairste festival van Nederland 2008. De Metalweide werd toegevoegd aan het terrein, internationale metalbands zoals Obituary, Exodus, Moonspell en Napalm Death speelden op dit podium. Andere acts in 2008 waren The Presidents of the United States of America, Uriah Heep, The Madd, Epica, en Saxon.

### 2009
In 2009 vond het festival plaats van 24 tot en met 26 juli. De volgende artiesten traden op: Mother's Finest, Ziggi Recado, The Datsuns, Death Letters, Arch Enemy, Korpiklaani, Bertolf Lentink, Drive Like Maria, Enslaved, Miss Montreal, Nevermore, Normaal, Peter Pan Speedrock, Spawn, Enslaved, Opeth. In totaal bezochten 132.000 mensen het festival.

### 2010
De veertiende editie vond plaats van 15 tot en met 18 juli. Onder andere de volgende artiesten traden op: Airbourne, Band Zonder Banaan, The Baseballs, Big Shampoo and the Hairstylers, Black Spiders, Caro Emerald, Coparck, DeWolff, DI-RECT, Jon Oliva's Pain, Guus Meeuwis, Kamelot, K's Choice, Mala Vita, Marike Jager, Moss, Normaal, Papa Roach, Shaking Godspeed, Tim Knol, Triggerfinger, Volbeat, Rude Rich and the High Notes en Waylon. Voor de eerste keer ging het campingterrein al op donderdag open. In totaal bezochten 148.000 mensen het festival.
Op 12 juli, enkele dagen voor de start van het festival, werd het festivalterrein door een vermoedelijke windhoos getroffen. Vier mensen raakten lichtgewond en alle opgebouwde tenten werden omver geblazen en gedeeltelijk vernield: de schade bedroeg meer dan een miljoen euro. De Mega-tent, de grootste tent van het festival, kon niet gerepareerd worden en werd vervangen door een openluchtpodium. Op 14 juli werd het terrein opnieuw getroffen door noodweer. Dit keer bleef de schade beperkt tot omgewaaide hekken en enkele omgewaaide kleine cateringtenten.
In de ochtend van zaterdag 17 juli kwam een medewerker van een kermisattractie om het leven nadat hij bekneld raakte tijdens het proefdraaien van de attractie. Een traumahelikopter werd nog wel ingezet, maar medisch personeel kon de dood niet voorkomen. In totaal bezochten 148.000 mensen het festival.

### 2011
De vijftiende editie vond plaats van 14 tot en met 17 juli. Er waren 152.500 bezoekers. Onder andere de volgende artiesten traden op: Blondie, Anthrax, Disabuse, Ilse DeLange, Jacqueline Govaert, Life of Agony, Miss Montreal, The Black Crowes, Helloween, Sepultura, Vanderbuyst, The Kik, De Staat, Beans and Fatback, Go Back to the Zoo en Annihilator. Op twintig podia traden ongeveer honderdvijftig bands op, in genre variërend van rock tot pop, van reggae tot metal en van punk tot blues. Daarnaast was er een theaterprogramma met namen als Gummbah, Herman Brusselmans, Lucille Werner met Lingo, De Grote Meneer Kaktus Show en Jules Deelder.

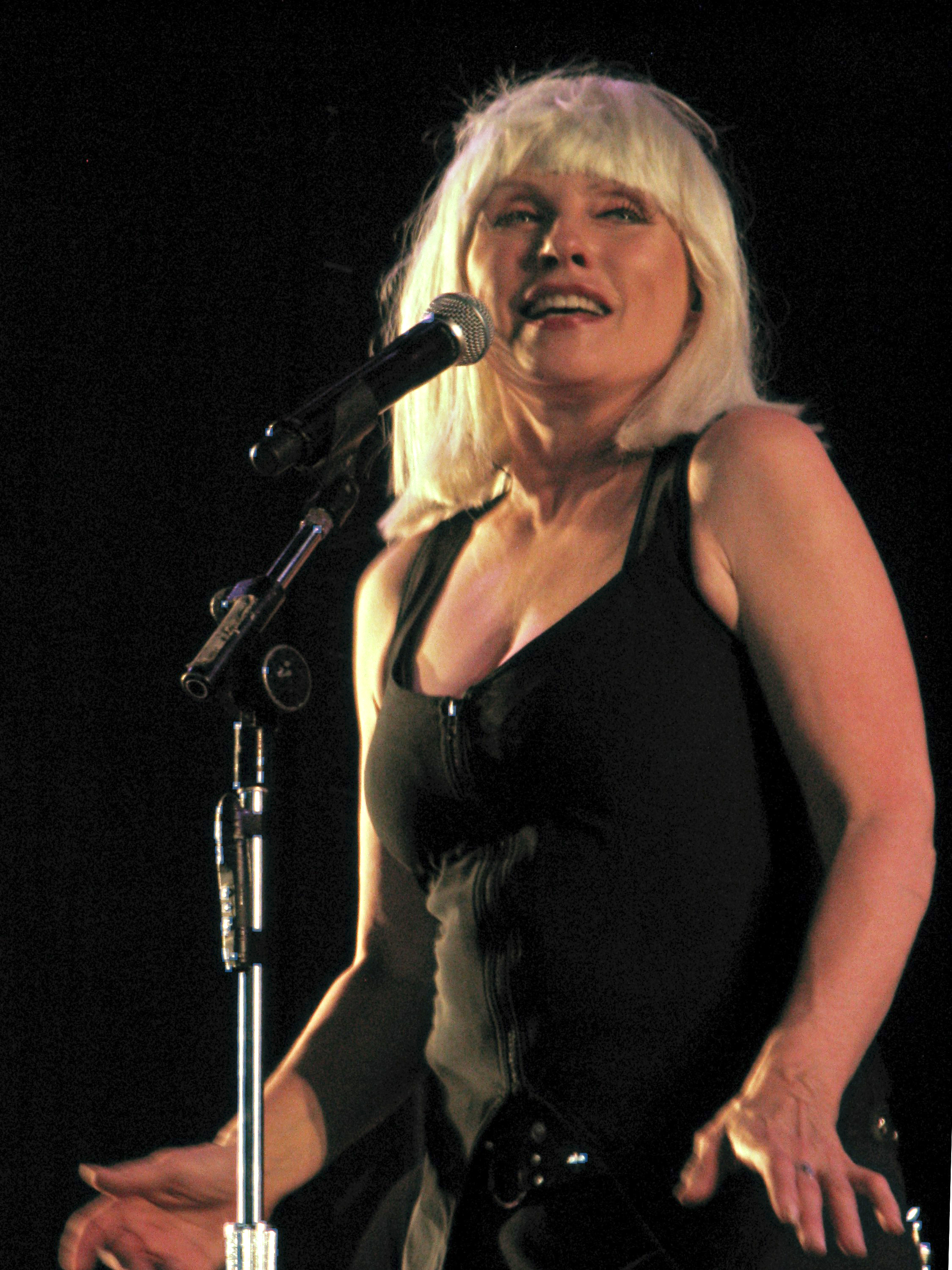
Blondie (Zwarte Cross 2011)
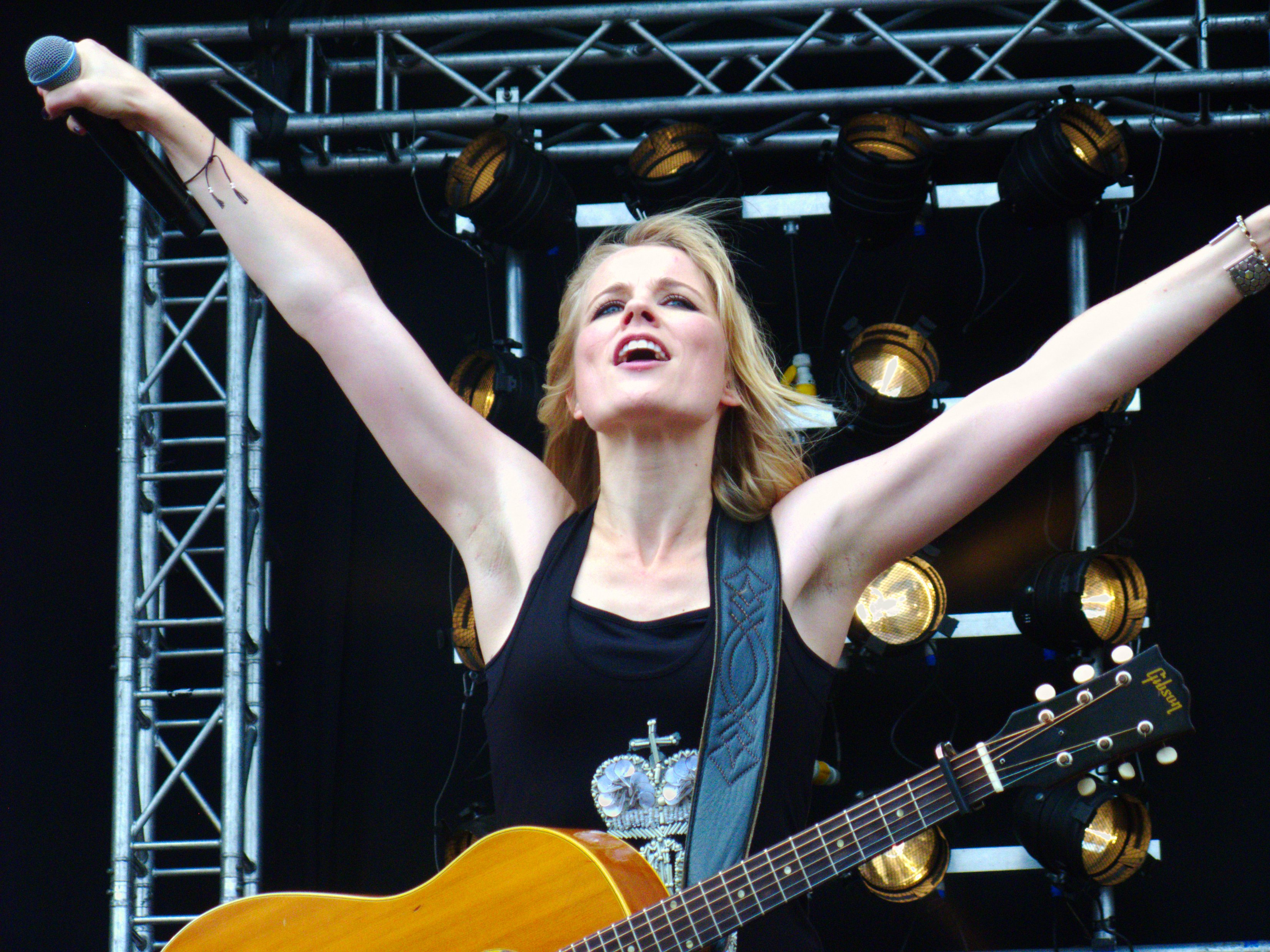
Ilse DeLange (2011)
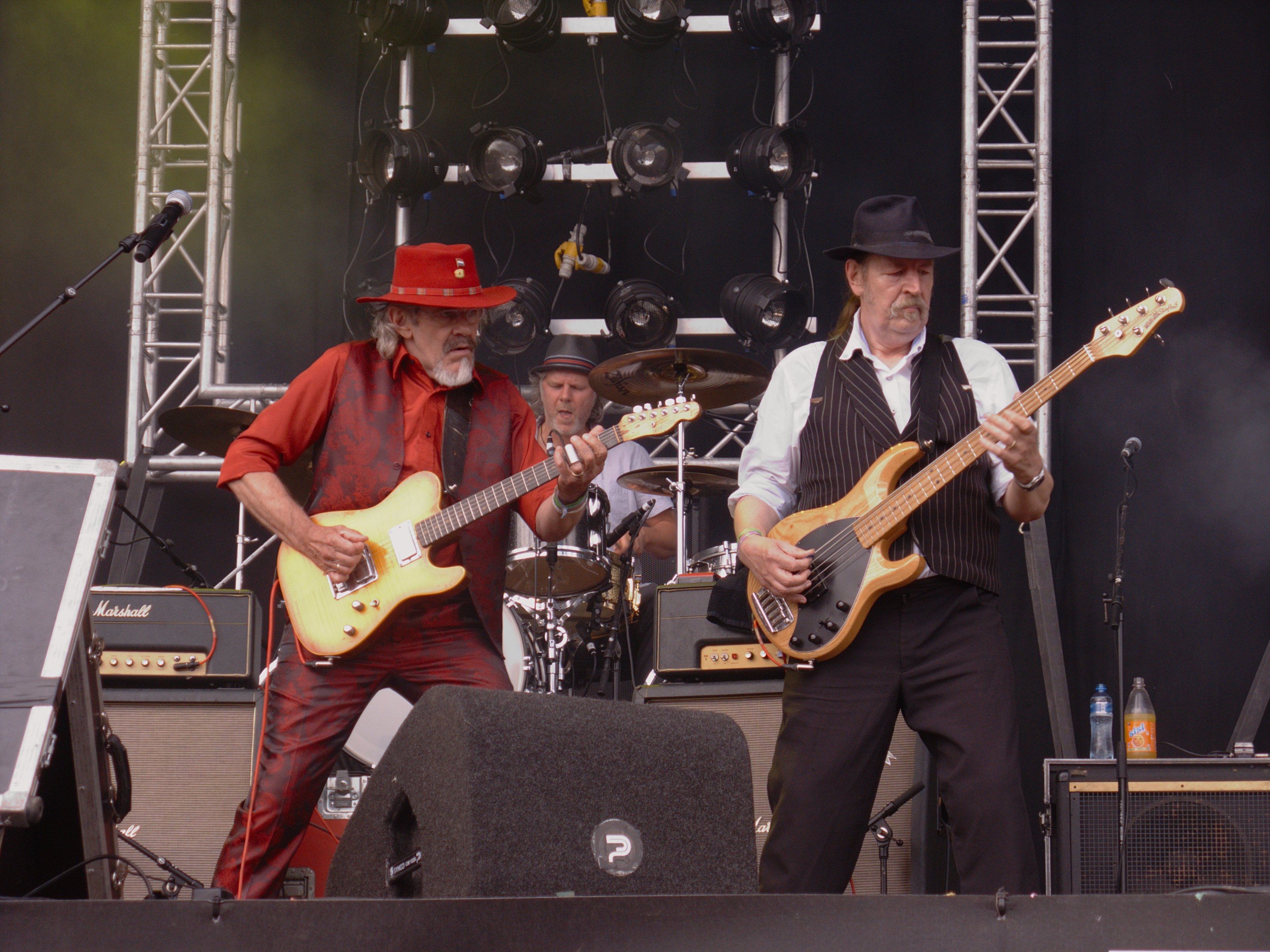
Normaal (2011)
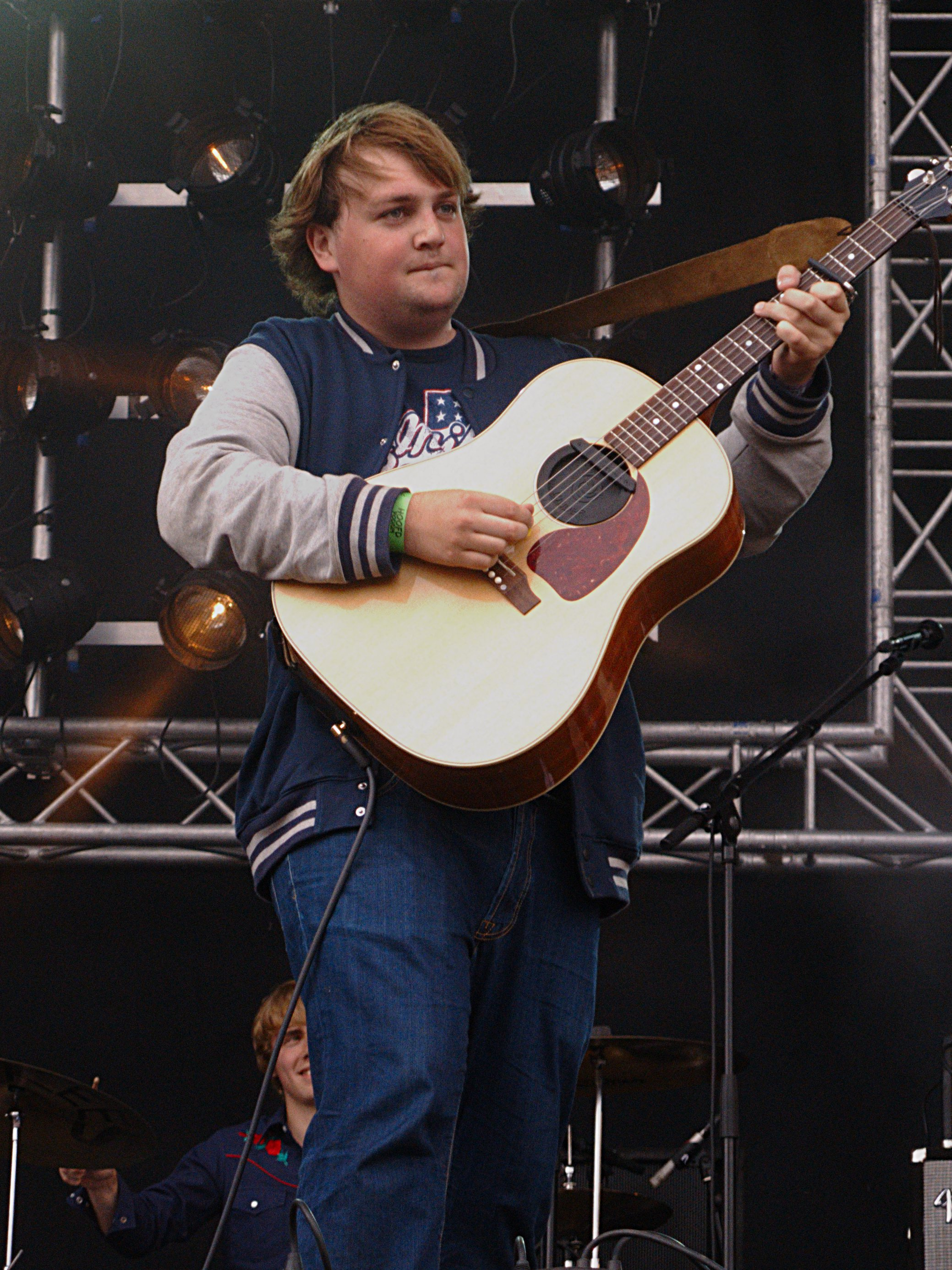
Tim Knol (2011)

### 2012
De zestiende editie vond plaats van 20 tot en met 22 juli. Er waren 156.218 bezoekers. De inschrijvingen voor de motorsportklassen waren in recordtijd, binnen tien minuten, uitverkocht. De Kaiser Chiefs hielden er op 21 juli 2012 een optreden als headliner. Within Temptation, Band & Breakfast, DeWolff, DI-RECT, Textures The Asteroids Galaxy Tour, The Hives, The Deaf, BZB, Frei.Wild, Ben Prestage, Kreator, Beth Hart, Chef'Special, Ill Niño en Fiddler's Green traden ook op.

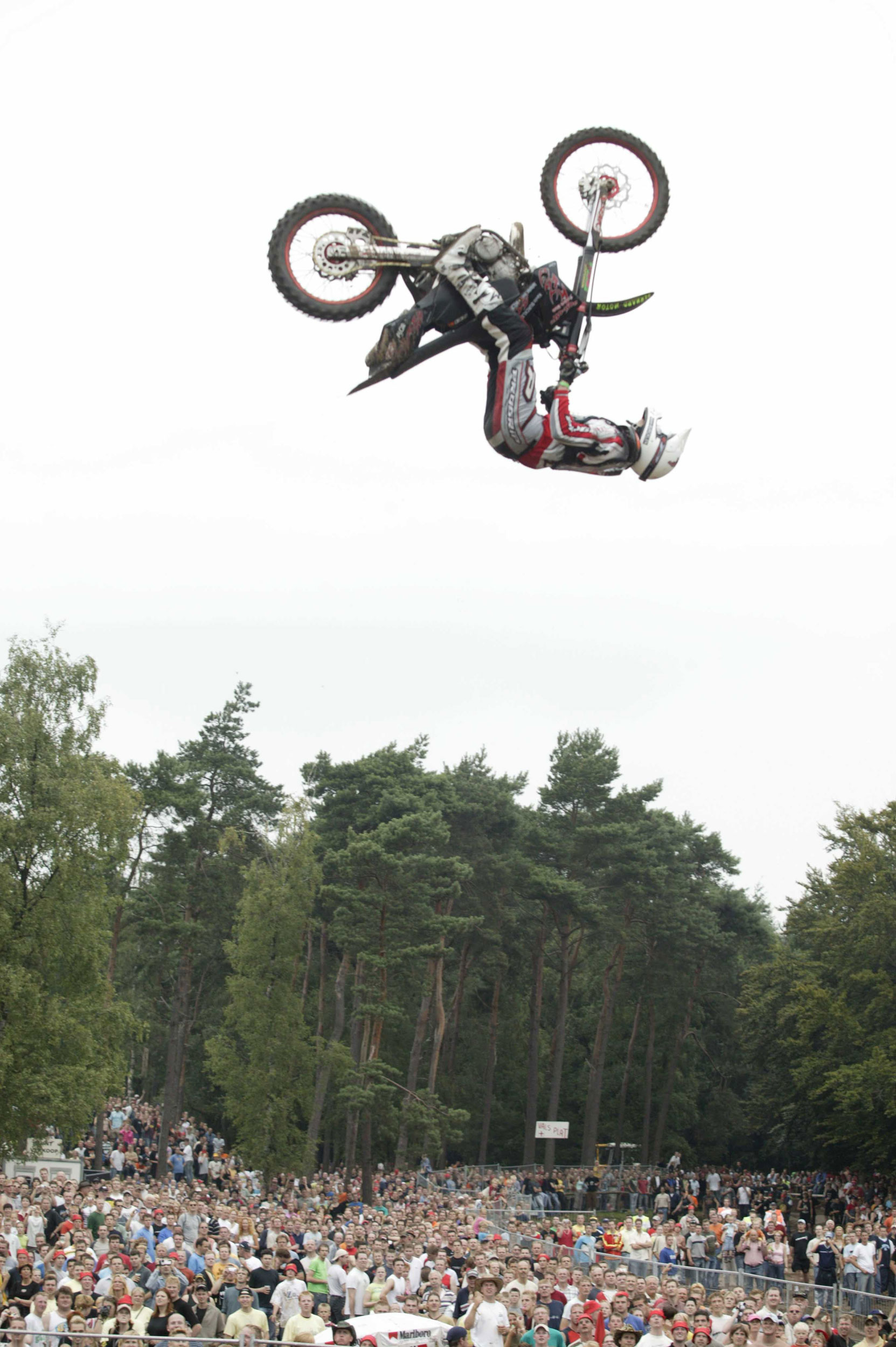
Freestyle motorcross (foto: Koos Groenewold)
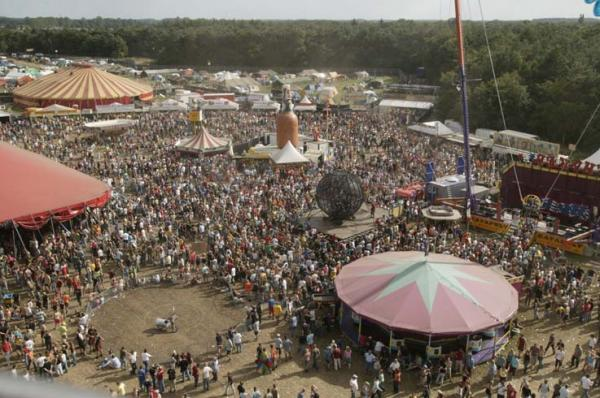
Festivalterrein
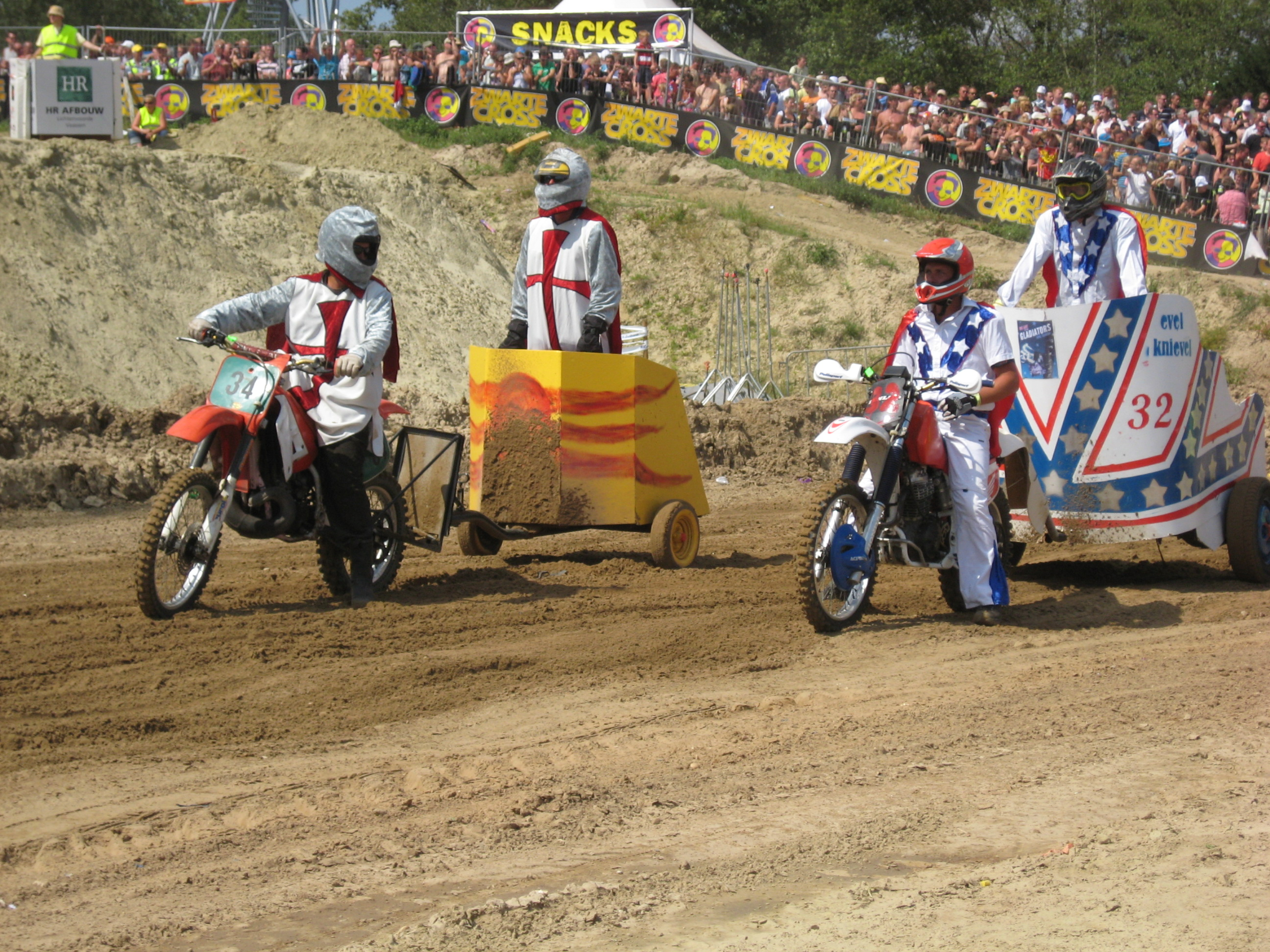
Ben Hur-race
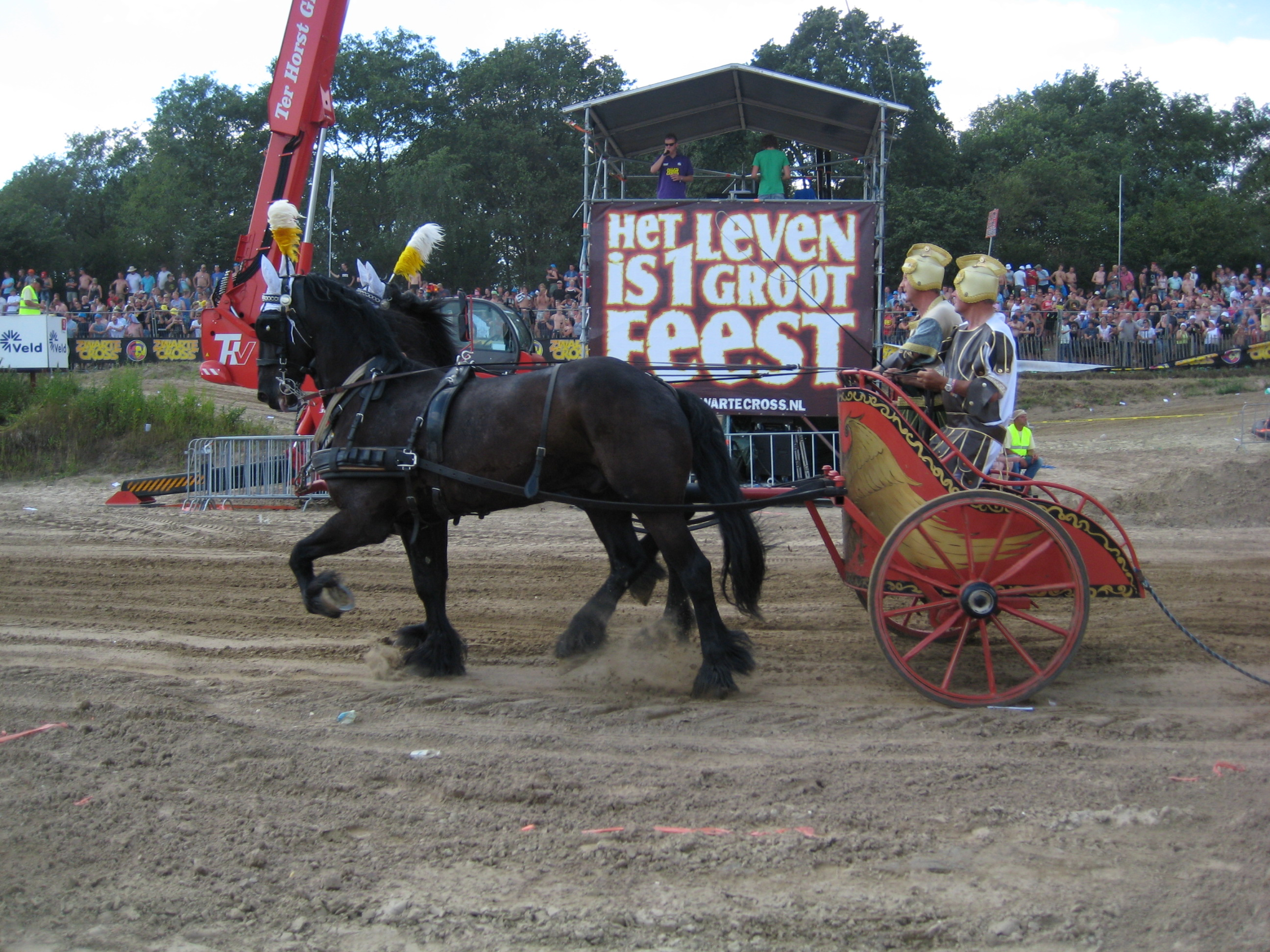
Ben Hur-race
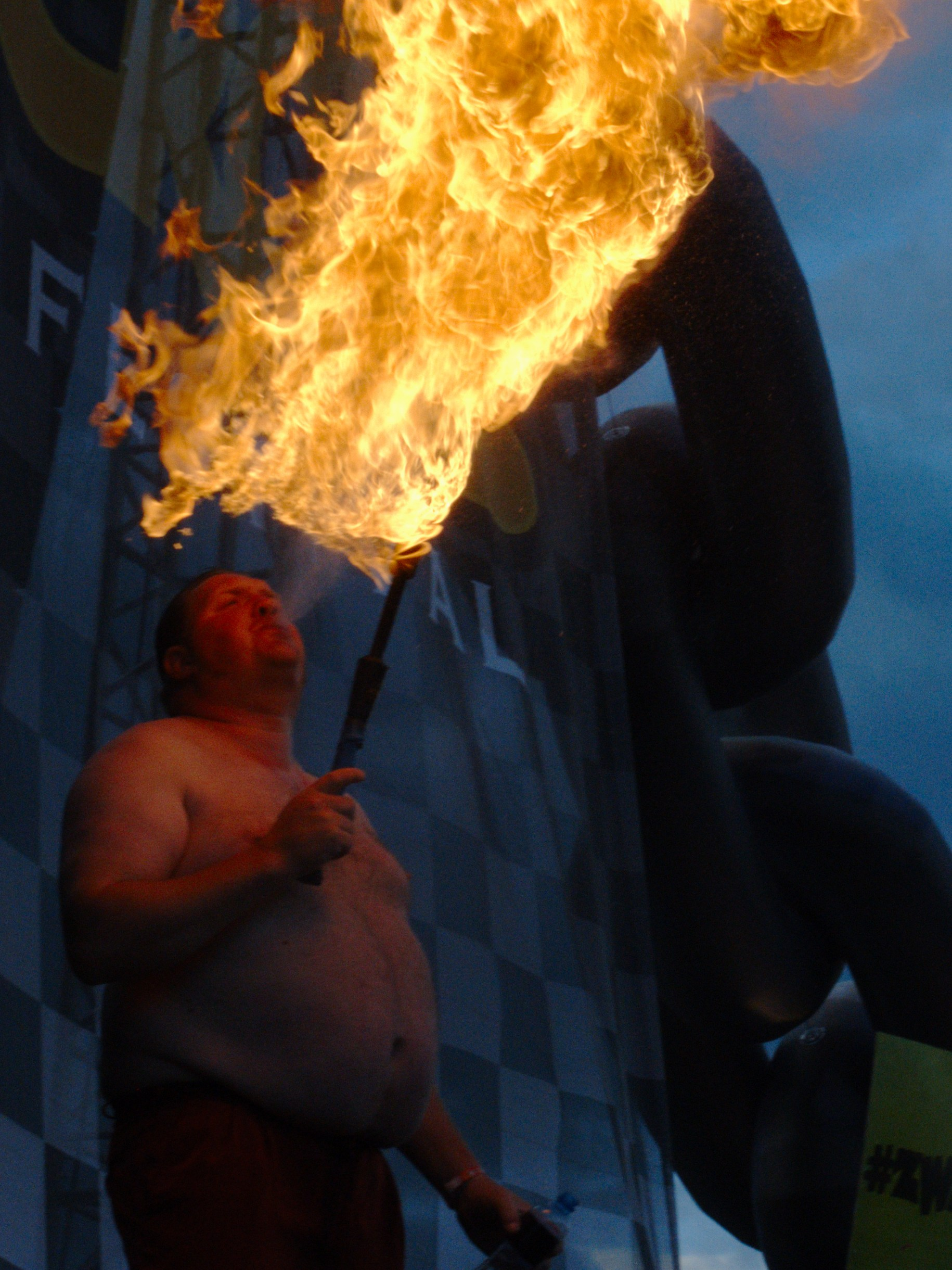
Vuurspuwen bij Jovink

### 2013
De zeventiende editie van het Zwarte Cross Festival, van vrijdag 26 juli tot en met zondag 28 juli, werd geopend met de Naked Run. Er waren 162.795 bezoekers.

### 2014
Er werden 185.276 bezoekers geteld.

### 2015
Er werden 197.450 bezoekers geteld. Het festival ondervond hinder van de storm van 25 juli 2015 en werd deels stilgelegd.

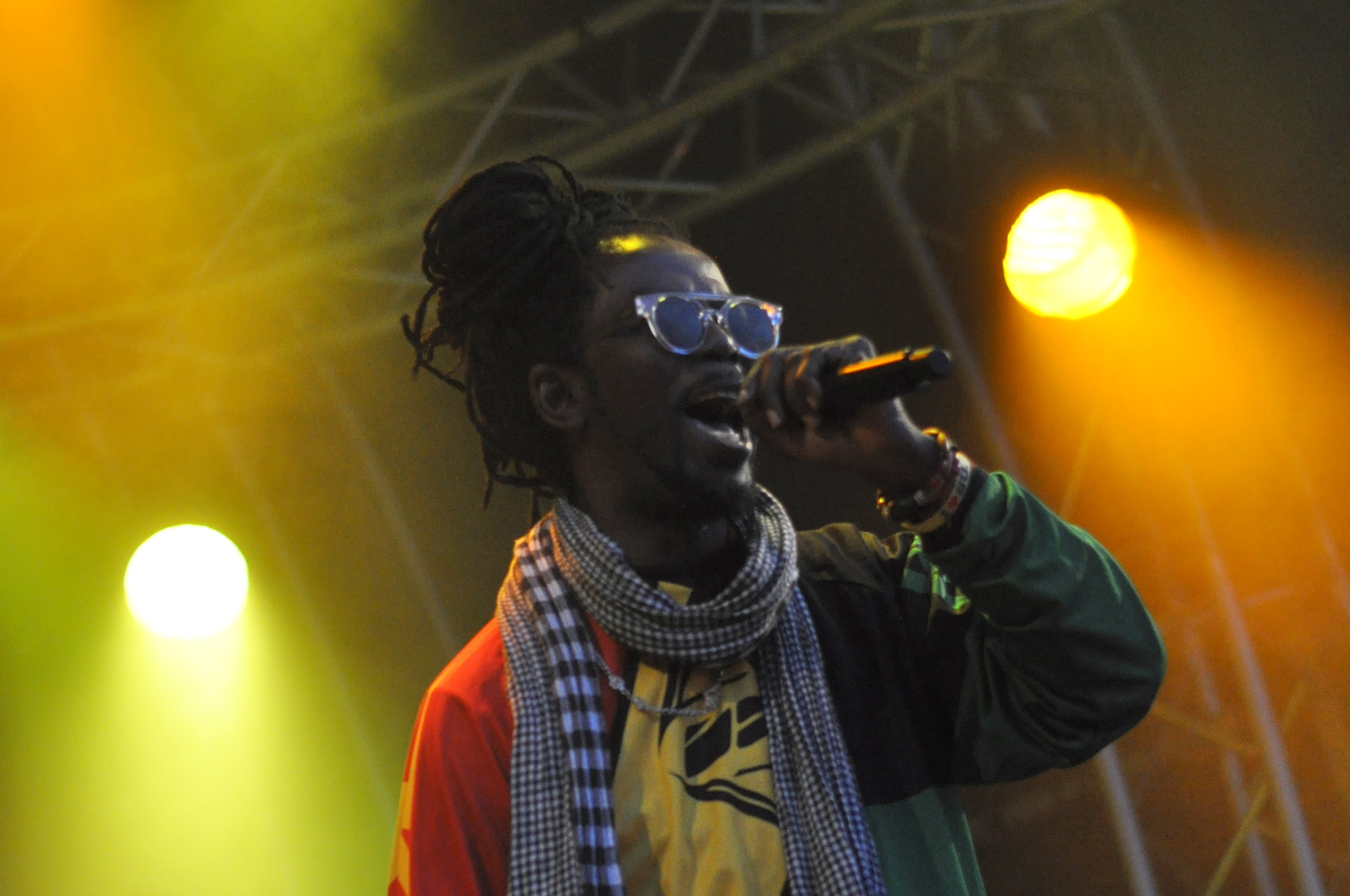
Kenny B op de Reggae Weide
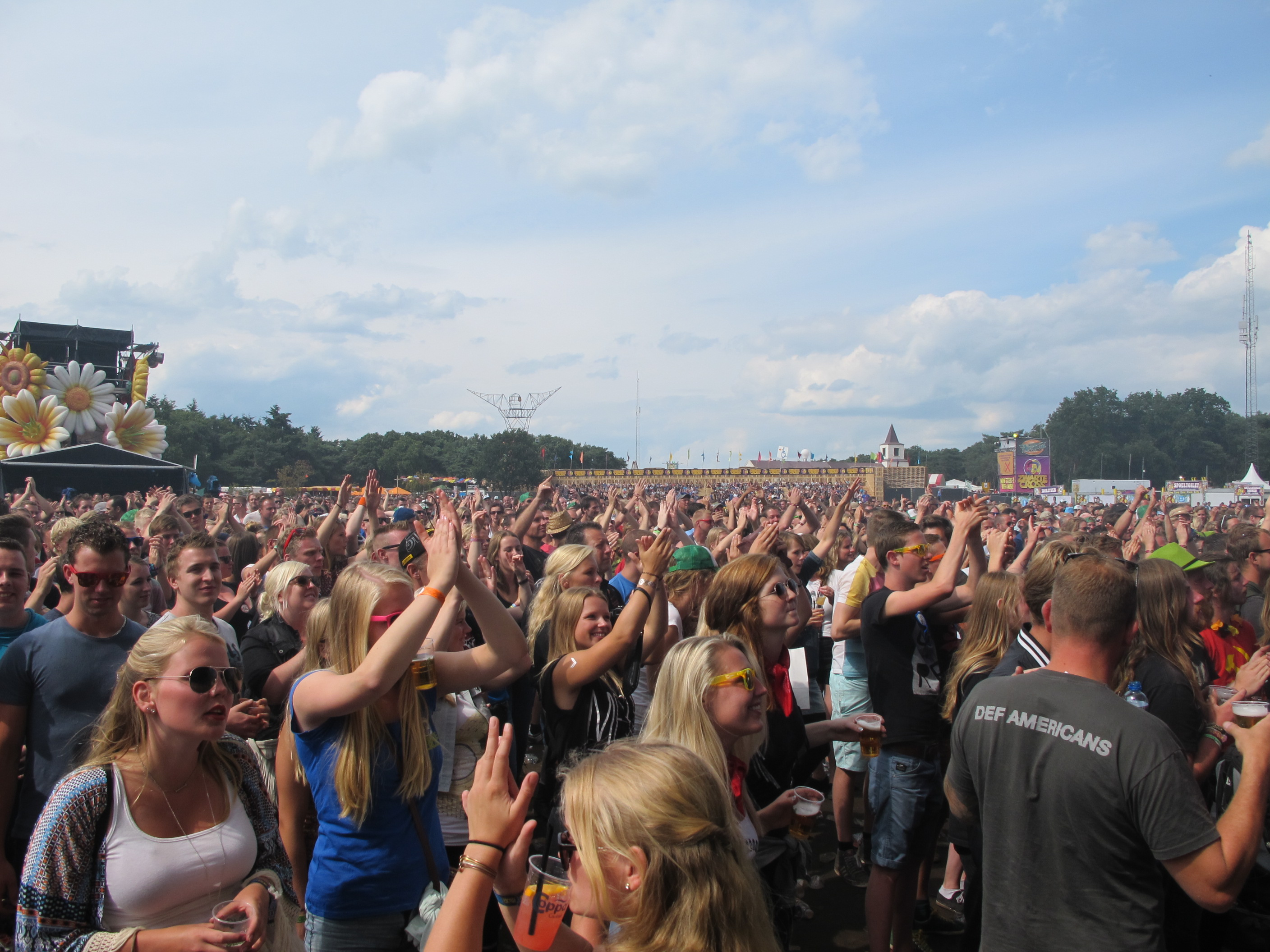
Weer een recordaantal bezoekers
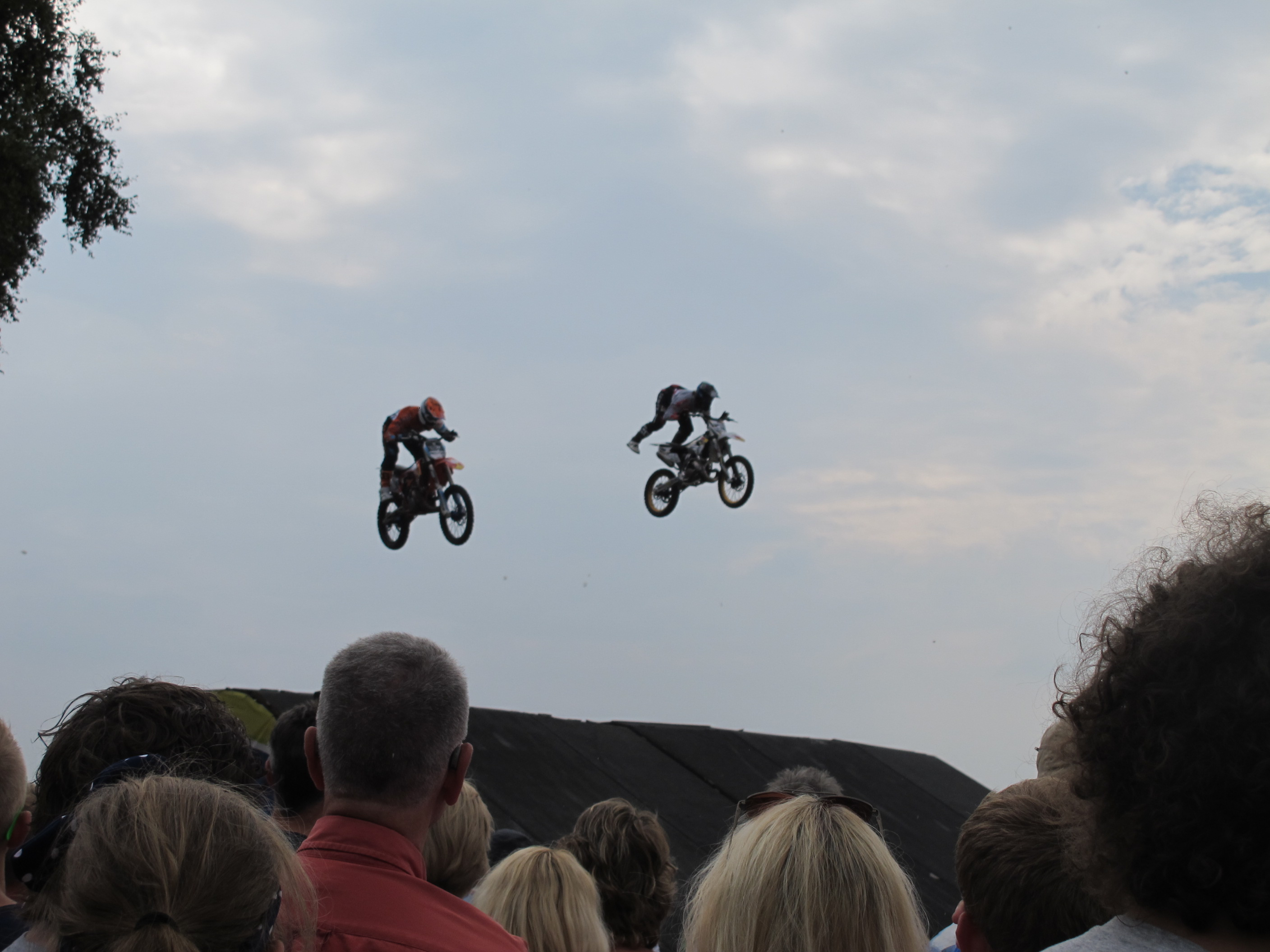
Een heuse Brokkenarena voor de stunts
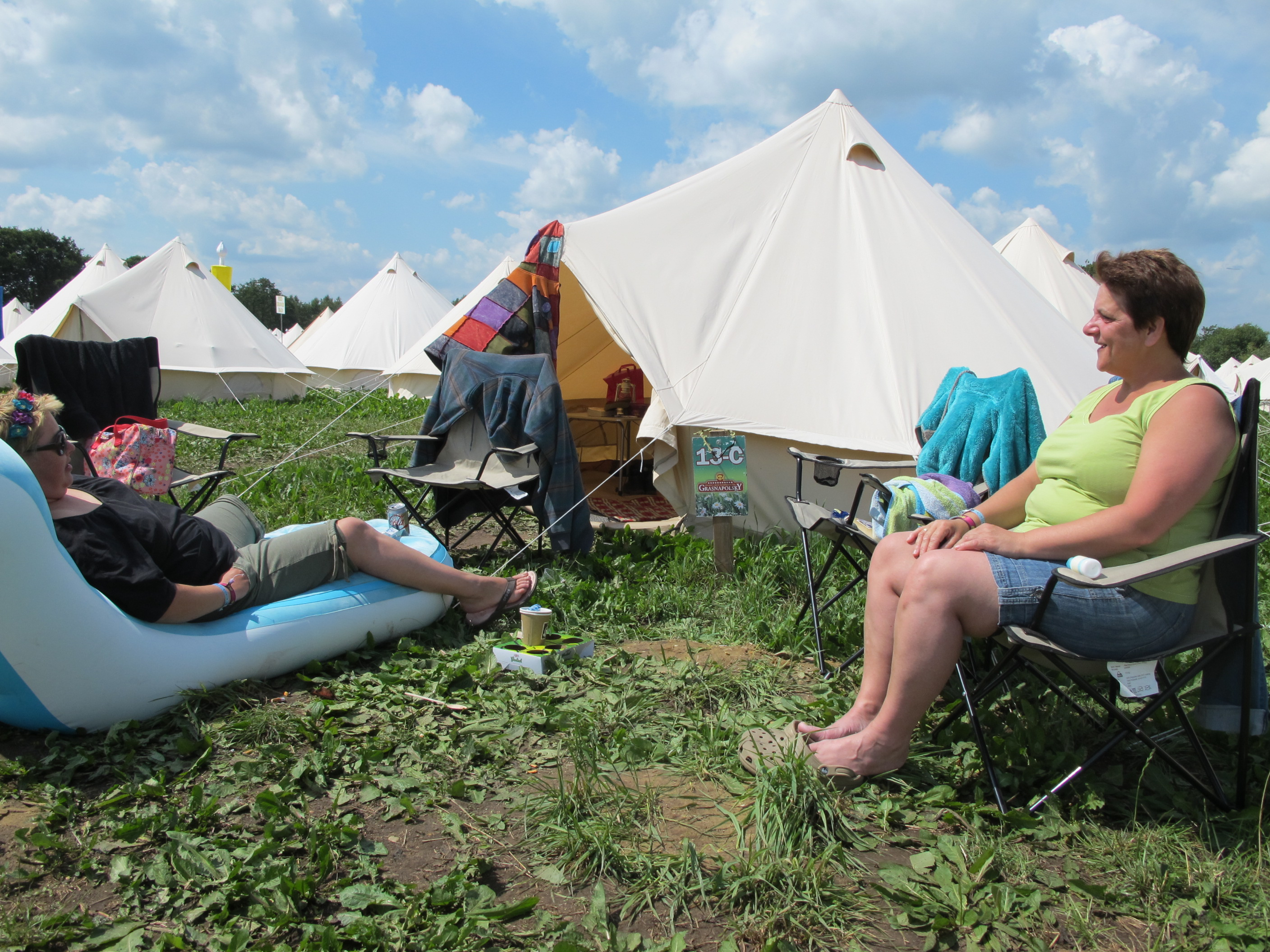
Glamping in het Grasnapolsky
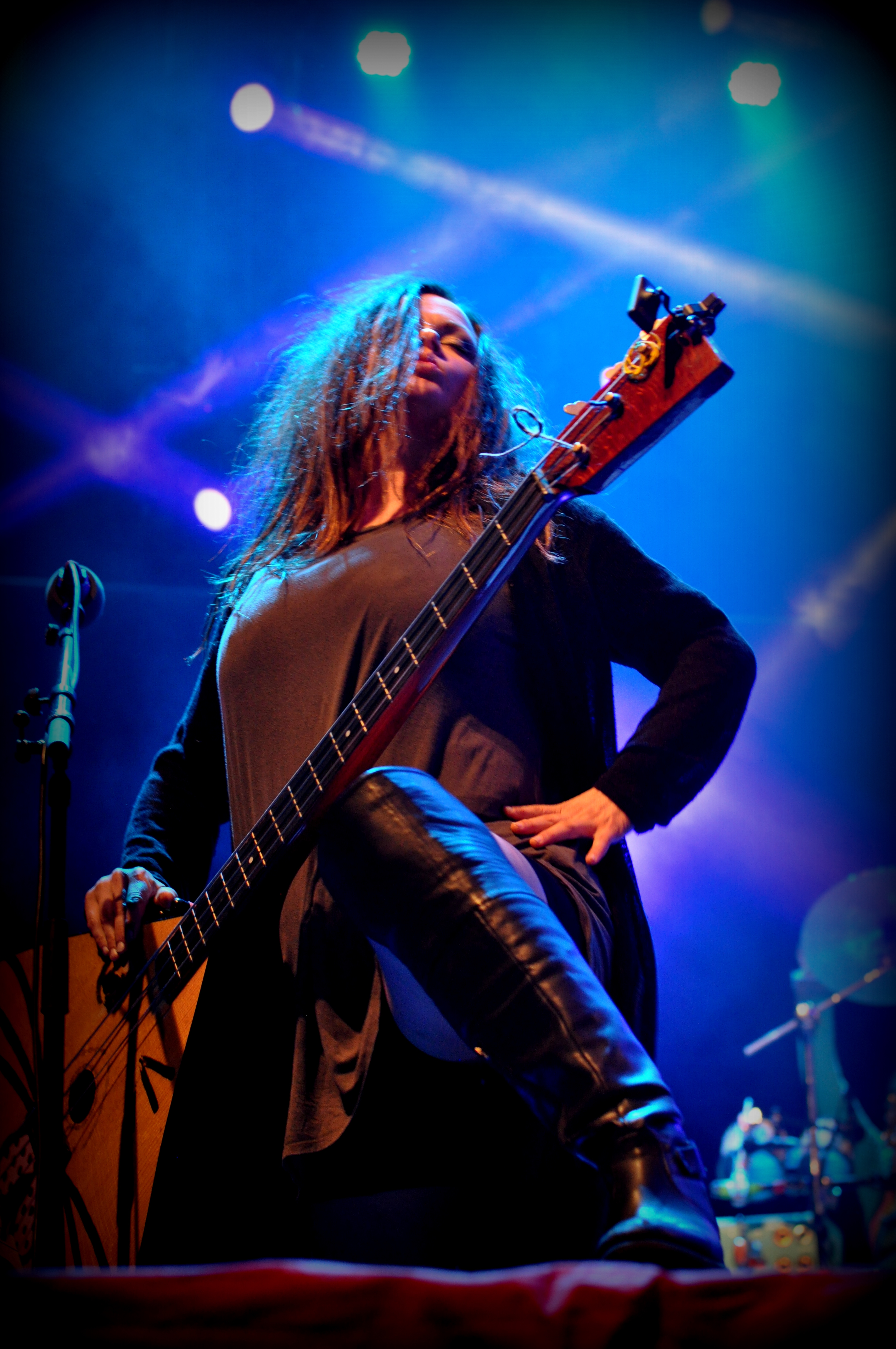
Katzenjammer in de tent

### 2016
Er werden 220.000 bezoekers geteld op de 20e editie. Doordat alle kaarten voor het eerst werden uitverkocht was het aantal bezoekers al voor de afloop bekend.

### 2017
Er werden 220.000 bezoekers geteld op de 21e editie. Het thema was 'Vaak bu-j te bang'.

### 2018
In 2018 werden er 220.000 bezoekers geteld tijdens de 22e editie. Als motto werd "Leven voor de dood" gekozen. Om een ode aan het leven te geven, werd er een minuut stilte gehouden: op vrijdagavond om 20.00 uur werden alle optredens op elk podium en het programma stilgelegd. Vervolgens was er een doodse stilte van 50 seconden op het gehele festivalterrein, gevolgd door 10 seconden geschreeuw, applaus en juichend publiek.

### 2019
Het motto van de 23e editie van de Zwarte Cross luidde 'Niks is onmogelijk'.

### 2020
Op 21 april 2020 werd bekendgemaakt dat de Zwarte Cross van 2020 geen doorgang zou vinden wegens de coronacrisis in Nederland.

### 2021
Op 26 maart 2021 werd bekend dat de Zwarte Cross gepland voor juli 2021 verplaatst zou worden naar september 2021. Op 16 juni 2021 bleek dat er in 2021 helemaal geen Zwarte Cross meer zou plaats vinden door de aanhoudende coronacrisis. Er werd bekendgemaakt dat het Britse festivalbedrijf Superstruct een meerderheidsaandeel had genomen in de Feestfabriek, de organisatie van de Zwarte Cross. Organisator Hendrik Jan Lovink stapte uit de zaak.

### 2022
Het motto van de 24e editie van de Zwarte Cross gehouden van 14 tot 17 juli luidde 'Welkom Thuus'.
Voor Tante Rikie's laatste editie als 'Zwarte Cross-directrice' had ze nog een grote droom: een duet opnemen met haar favoriete zanger Frans Bauer. Samen met Bauer heeft ze haar nummer 'Hoofd, schouders, knie en teen' opgenomen, dat op 17 juni 2022 is uitgekomen. "Het duet is een cadeau aan Tante Rikie," zei Hendrik Jan Lovink daarover.
Mede oprichter Hendrik Jan Lovink stopte na deze editie na 25 jaar als organisator van de Zwarte Cross en bij de Feestfabriek.
Ter ere van Tante Rikie's afscheid trad op donderdagavond Jovink op, de voormalige band van Zwarte Cross organisatoren Hendrik Jan Lovink en Gijs Jolink. Verder waren er onder meer optredens van Danny Vera, Orgel Joke, Snelle, Suzan & Freek, Marcel van Roosmalen, Snollebollekes, Dropkick Murphys, Høken met de Heinoos, Kensington, De Jeugd van Tegenwoordig, Bökkers, Boh Foi Toch, Frans Bauer en De Dijk.
Alle beschikbare kaarten voor de 2023 editie van de Zwarte Cross waren zaterdag 19 november 2022 binnen twee uur uitverkocht. Dit nadat een week eerder leden van fanclub Harder al twee toegangsbewijzen per persoon konden kopen.

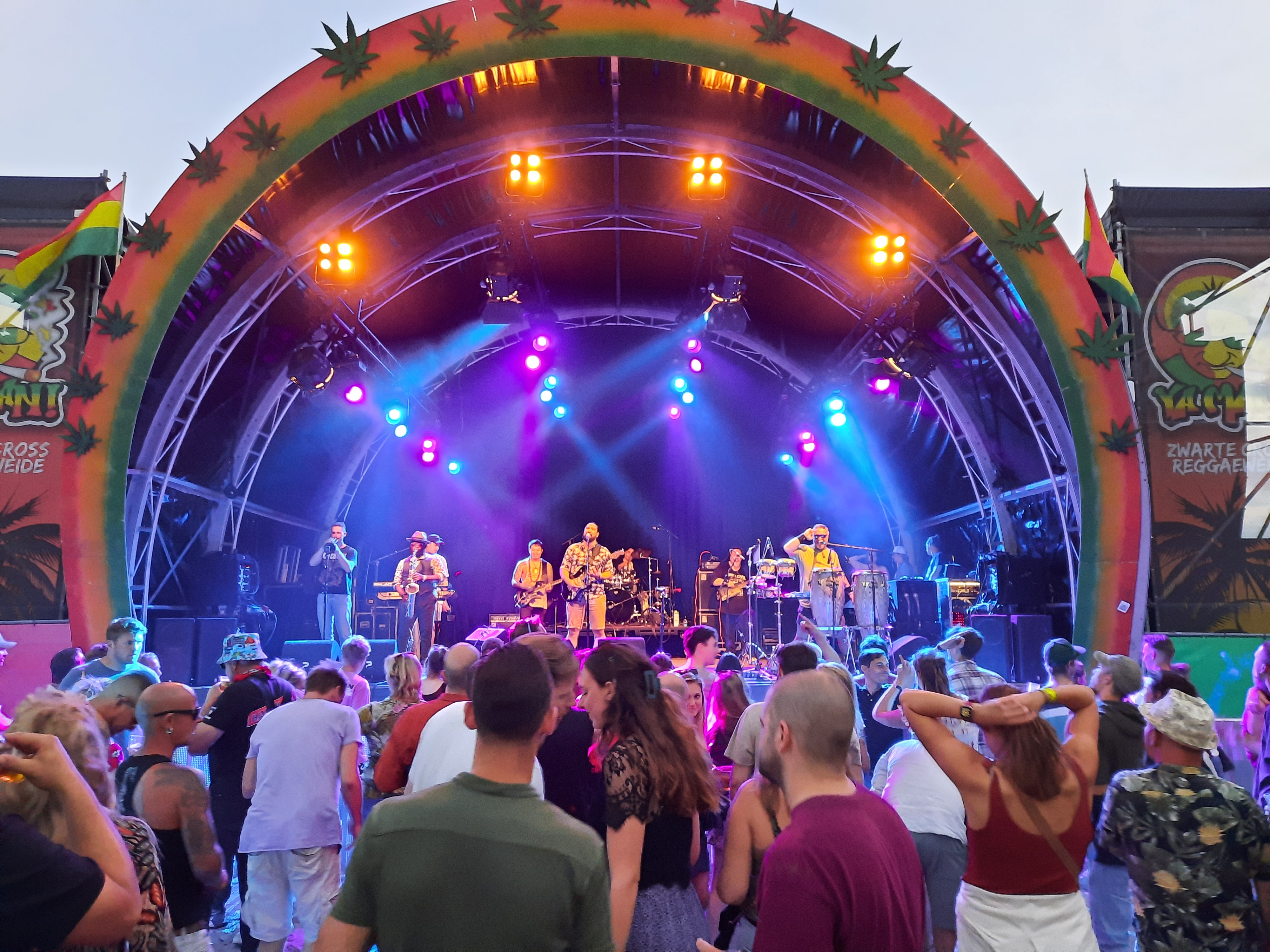
Katchafire
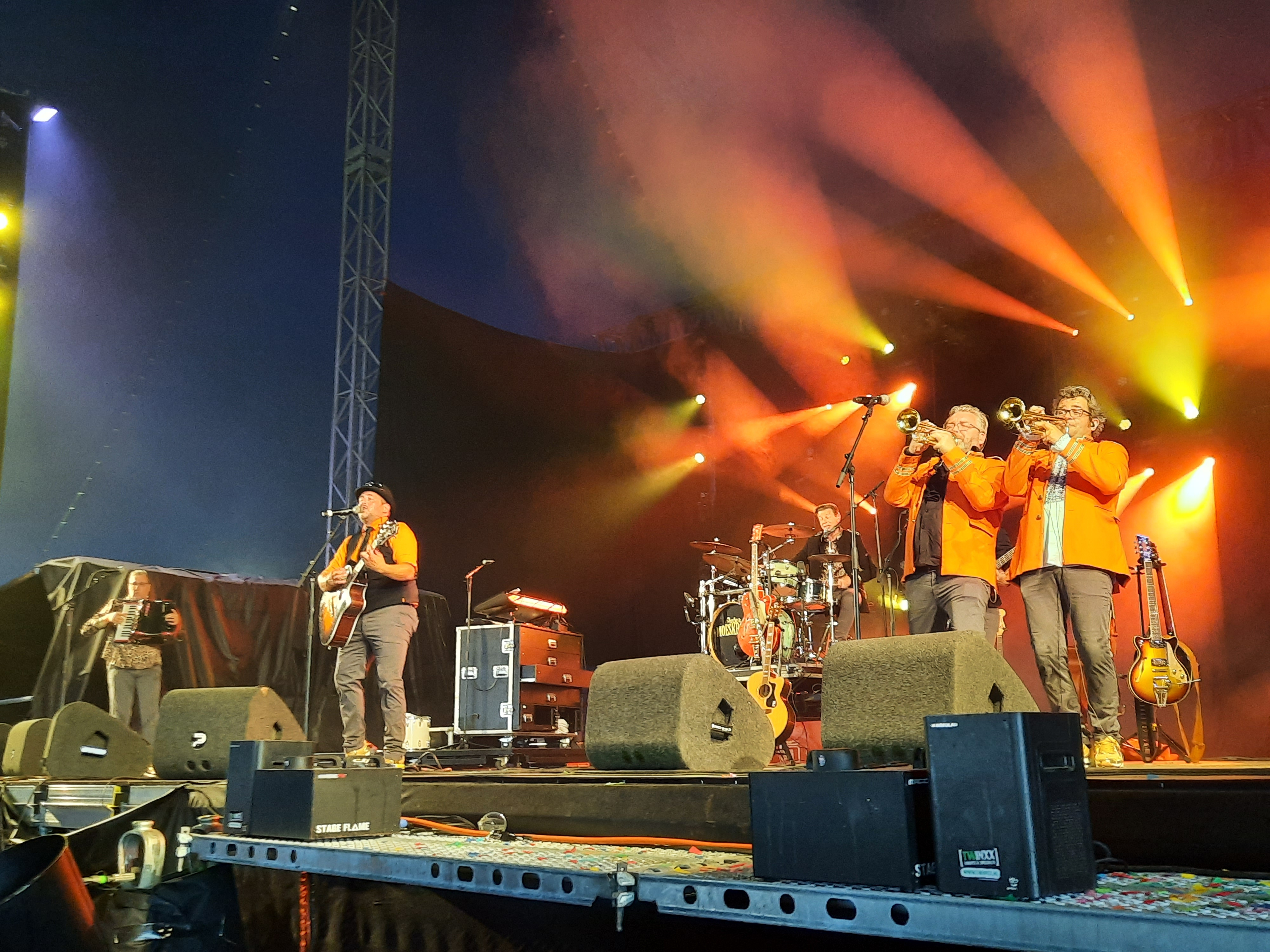
Pater Moeskroen
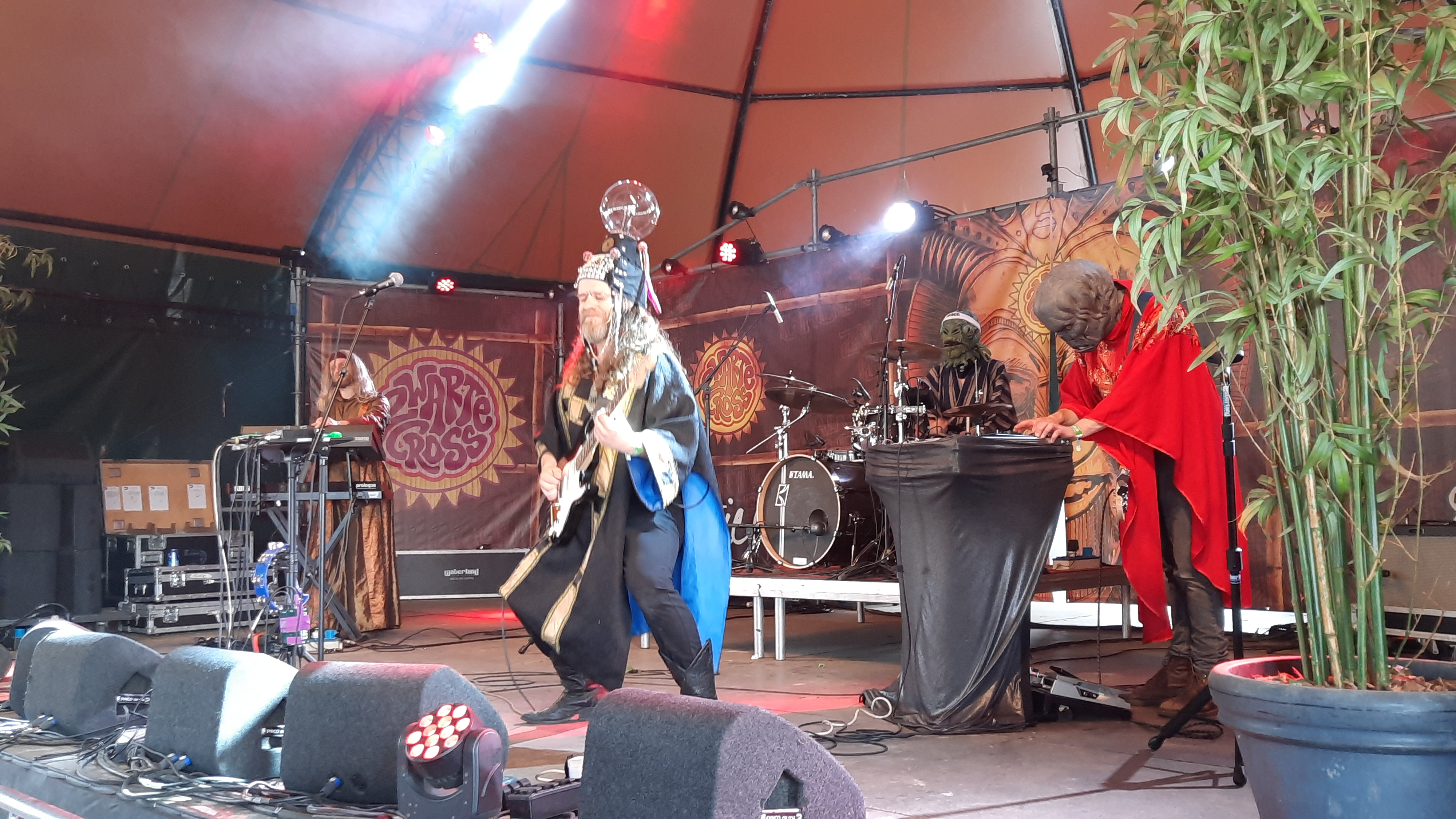
HENGE
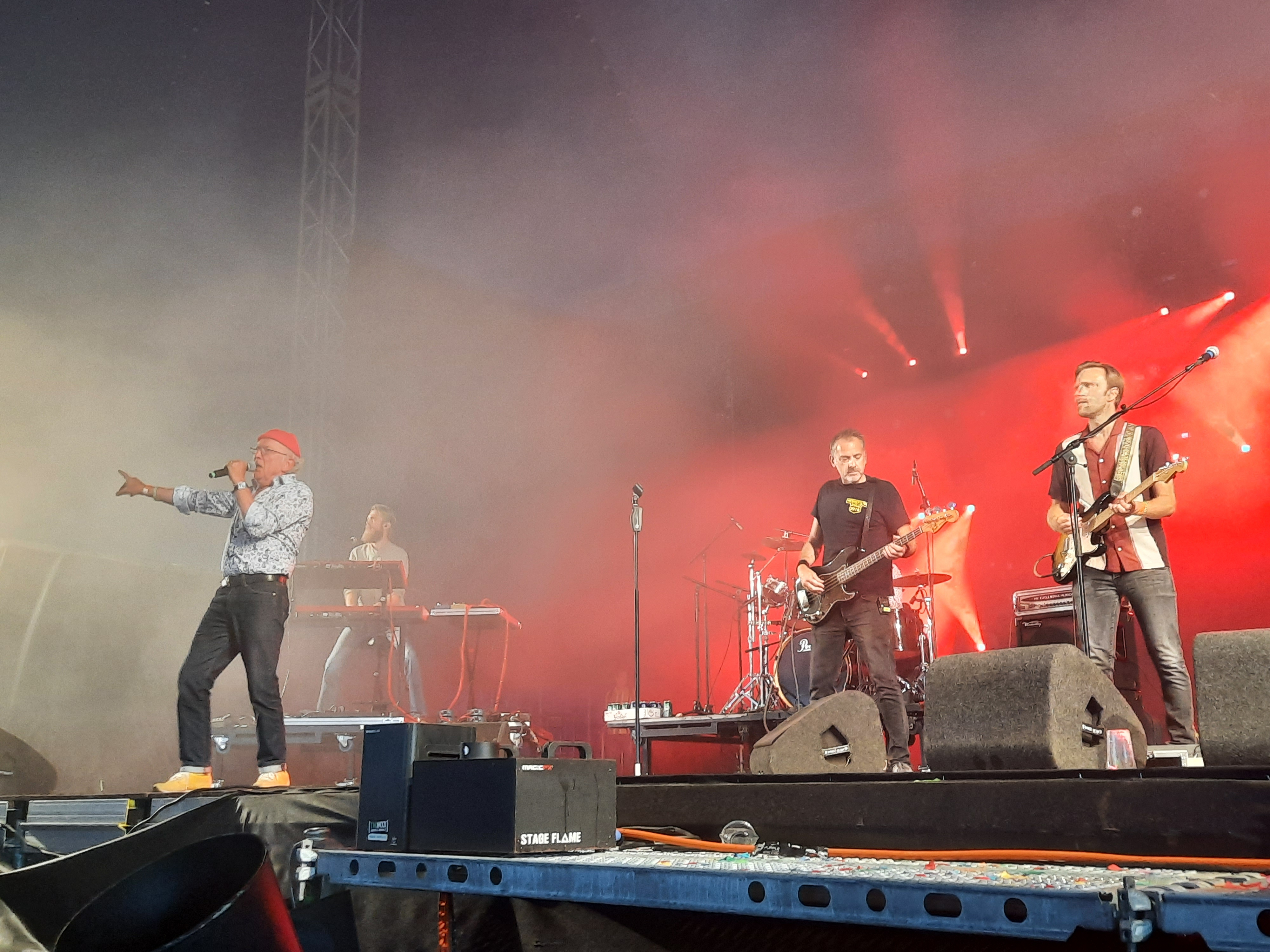
Drukwerk
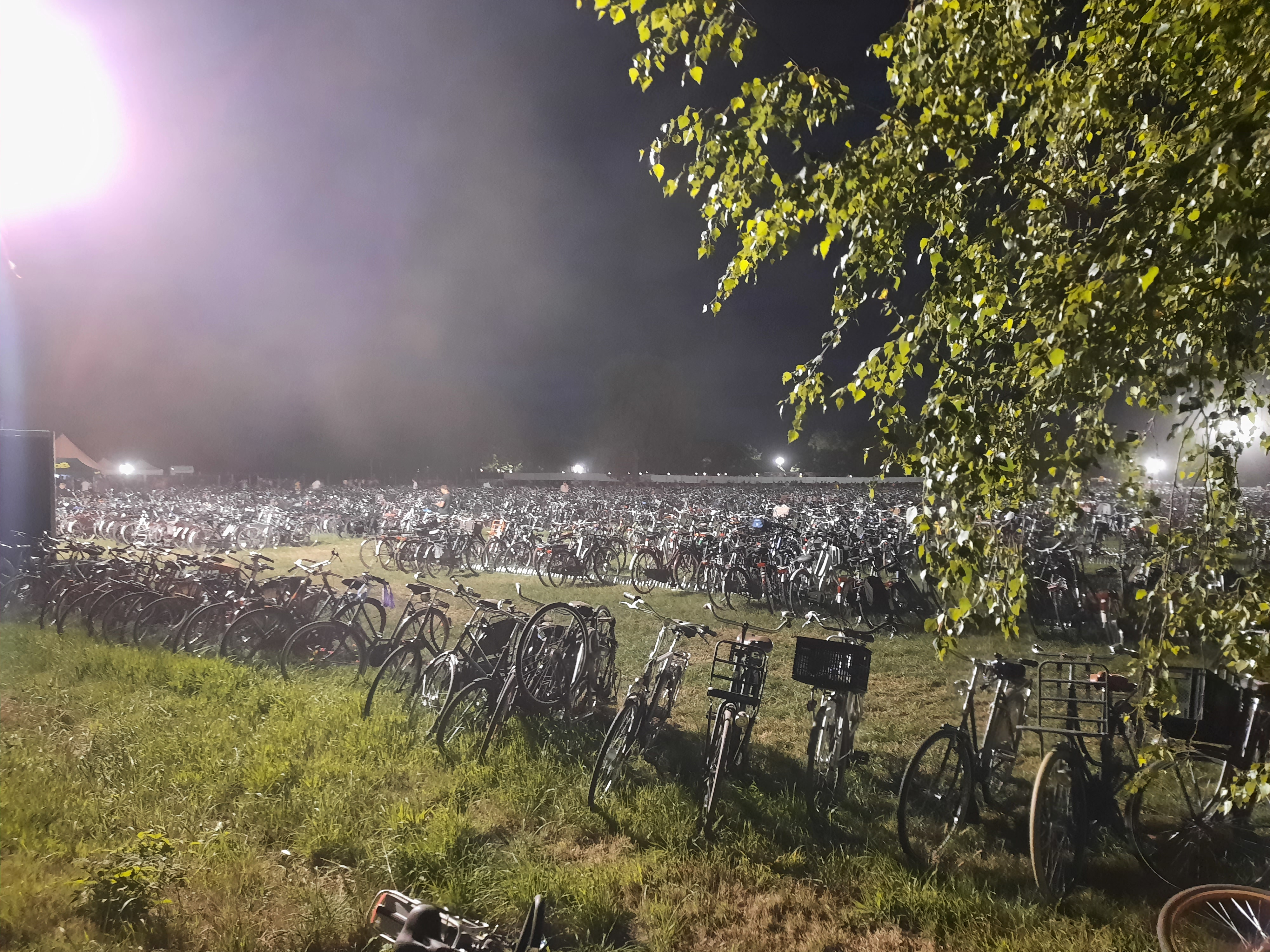
Fietsenstalling

### 2023
Het motto van de 25e editie van de Zwarte Cross gehouden van 20 tot en met 23 juli luidde 'Nøhlen is dodelijk!'.
Op 21 juli gebeurde er een ernstig ongeluk waarbij er een zwaargewonde viel. Het ongeluk gebeurde bij het onderdeel 'Do Your Own Stunt'. Dit onderdeel bleef de rest van het festival gesloten. De volgende dag viel een deelnemer meters naar beneden toen hij een loopbrug raakte.
Dit jaar waren er onder meer optredens van Henk Wijngaard, Hans Dorrestijn, Flemming, Høken met de Heinoos, Bökkers, Boh Foi Toch, Lee Towers, BZB, De Paloma's, Drukwerk, André Manuel, Marcel van Roosmalen, Martijn Koning, Mooi Wark, Ben Cramer en  WC Experience.

### 2024
Begin november 2023 maakte de organisatie bekend dat er in 2024 een extra festivaldag bij komt. De donderdag wordt nu niet alleen een aankomstdag voor campingbezoekers, maar wordt ook gevuld met onder andere muziek en theater. De Zwarte Cross werd in 2024 gehouden van 18 tot en met 21 juli.
Zo goed als alle beschikbare kaarten voor de editie van 2024 waren zaterdag 18 november 2023 binnen twee uur uitverkocht.
Het motto van deze 26e editie luidde 'Make Schik, Not War!'.
Dit jaar waren er onder meer optredens van Bökkers, Høken met de Heinoos, Armin van Buuren, Hans Klok, Acda en De Munnik, Douwe Bob, Ilse DeLange, Rowwen Hèze, Waylon, Joost Klein, Urbanus, Tiktok Tammo, Orgel Joke, Ellen ten Damme, Anita Van De Rapsodies, BZB, Loïs Lane,  Drukwerk, André Manuel, Brigitte Kaandorp, Heideroosjes, Boh Foi Toch, Mooi Wark en WC Experience.
Op de eerste dag was er in het kader van 'Make Schik Not War', een flyover van F16's te zien tijdens het concert van Bökkers bij het hoofdpodium. Op verzoek van Orgel Joke vloog er vrijdag een Hercules C-130 boven de Zwarte Cross, waar een aantal parachutisten uit sprongen.
Bij een ongeluk backstage bij het Zwarte Cross festival in Lichtenvoorde is op de eerste dag een persoon gewond geraakt.
Op vrijdagavond woedde een brand op de camping waarbij 3 caravans verwoest werden. Gasten, vrijwilligers en beveiligers wisten erger te voorkomen door omringende caravans weg te duwen. In de nacht van vrijdag op zaterdag is een man van 24 aangehouden die wordt verdacht van de brandstichting op het terrein van de Zwarte Cross.
Tijdens deze editie was er een grote modderpoel na hevige regen.
Mede oprichter Gijs Jolink stopte na deze editie na 26 jaar als organisator van de Zwarte Cross en bij de Feestfabriek.

### 2025
In november 2024 werd aangekondigd dat Normaal, na tien jaar afwezigheid, op zal treden op de laatste dag van de editie van 2025 in Lichtenvoorde. Het festival zal gehouden worden van 17 tot en met 20 juli 2025.
In mei 2025 werd bekend dat eind 2024 het bedrijf Superstruct Entertainment, dat eigenaar is van tientallen festivals waaronder Zwarte Cross, eind 2024 was opgekocht door het Amerikaanse bedrijf Kohlberg Kravis Roberts (KKR). Dat is omstreden, omdat het onder andere investeert in de wapenindustrie en fossiele brandstoffen. Daarop zegden de band Boh Foi Toch en cabaretier Youp van 't Hek hun optreden op het Zwarte Cross festival af. Ook Claw Boys Claw, Hang Youth en Goldband zegden om deze reden af. Later werd bekend dat Boh Foi, na een goed gesprek, toch optreedt.
Dinsdag 15 juli 2025 werd bekend dat de gemeente Oost Gelre en de organisatie van de Zwarte Cross een nieuwe samenwerkingsovereenkomst hebben getekend. Dit betekent dat het festival voor de komende 5 jaar in Lichtenvoorde kan blijven, met een optie tot verlening van nog eens vijf jaar.
Het motto van deze 27e editie luidde 'Grooven en Stoeven!'.
Dit jaar waren er onder meer optredens van  Normaal, Bökkers, Høken met de Heinoos, Orgel Joke, Boh Foi Toch,  Drukwerk, Davina Michelle, Frans Duijts, Racoon,  Waylon, Hannah Mae, Janna Baerends, Anita Berendse, Anita van de Rapsodies, Sven Versteeg, Frans Bauer, Andre Manuel, BZB, Willeke Alberti,  Flemming,  Ancora, Guus Meeuwis, Lucille Werner, Mooi Wark en DJ Paul Elstak

## Edities in cijfers
| Nr. | Jaar | Bezoekersaantal     | Datum               | Slogan                  | Bron(nen)     |
| --- | ---- | ------------------- | ------------------- | ----------------------- | ------------- |
| 1   | 1997 | 1000                | 5 oktober           |                         |               |
| 2   | 1998 | 4000                | 19 juli             |                         |               |
| 3   | 1999 | n.b.                | 12 & 13 juli        |                         |               |
| 4   | 2000 | 15.000 op zondag    | 8 & 9 juli          |                         |               |
| 5   | 2001 | 30.000              | 13, 14, 15 juli     |                         |               |
| 6   | 2002 | 35.000              | 19, 20, 21 juli     |                         |               |
| 7   | 2003 | 42.000              | 18, 19, 20 juli     |                         |               |
| 8   | 2004 | 55.000              | 16, 17, 18 juli     |                         |               |
| 9   | 2005 | 62.000              | 15, 16, 17 juli     |                         |               |
| 10  | 2006 | 80.000              | 21, 22, 23 juli     |                         |               |
| 11  | 2007 | 93.000              | 27, 28, 29 juli     |                         |               |
| 12  | 2008 | 104.000             | 25, 26, 27 juli     |                         |               |
| 13  | 2009 | 132.000             | 24, 25, 26 juli     |                         |               |
| 14  | 2010 | 148.000             | 16, 17, 18 juli     |                         |               |
| 15  | 2011 | 152.500             | 15, 16, 17 juli     |                         |               |
| 16  | 2012 | 156.218             | 20, 21, 22 juli     | Voorwaarts Gas!         |               |
| 17  | 2013 | 162.795             | 26, 27, 28 juli     | Love, peace and harmony |               |
| 18  | 2014 | 185.276             | 25, 26, 27 juli     | Alles kump goed!        |               |
| 19  | 2015 | 197.450             | 24, 25, 26 juli     | Hey ho, Let’s Go        |               |
| 20  | 2016 | 220.000             | 22, 23, 24 juli     | Say Yes to Apartigheid  |               |
| 21  | 2017 | 220.000             | 14, 15, 16 juli     | Vaak bu-j te bang!      | [ 52 ]        |
| 22  | 2018 | 220.000             | 13, 14, 15 juli     | Leven vóór de dood!     | [ 53 ]        |
| 23  | 2019 | 220.000 (schatting) | 18, 19, 20, 21 juli | Niks is onmogelijk      |               |
| 24  | 2022 | 229.900             | 14, 15, 16, 17 juli | Welkom Thuus            | [ 54 ]        |
| 25  | 2023 | 237.500             | 20, 21, 22, 23 juli | Nøhlen is dodelijk!     | [ 55 ]        |
| 26  | 2024 | 265.500             | 18, 19, 20, 21 juli | Make Schik, Not War     | [ 56 ] [ 57 ] |
| 27  | 2025 | 277.000             | 17, 18, 19, 20 juli | Grooven & Stoeven       | [ 58 ] [ 59 ] |
| 28  | 2026 |                     | 16, 17, 18, 19 juli |                         |               |